# Georg Johann von Glasenapp

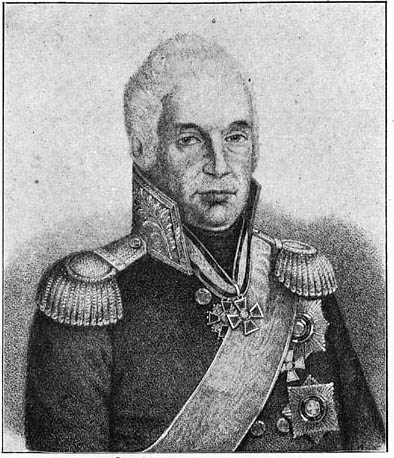
Georg Johann von Glasenapp

Wappen der Familie von Glasenapp

Georg Johann von Glasenapp russisch Григорий Иванович Глазенап Gregori Iwanowitsch Glazenap, (* 1750 in Riga; † 26. Februarjul. / 10. März 1819greg. in Omsk) war ein General en chef der kaiserlich-russischen Armee und Gouverneur von Westsibirien.

## Leben

### Herkunft und Familie
Georg Johann von Glasenapp entstammte der in Livland ansässigen Linie des Adelsgeschlechts Glasenapp. Seine Eltern waren der russische Oberst Otto Georg von Glasenapp († 1751) und Charlotta, geb. von Albedyll († 1777).
Er war zweimal verheiratet, in erster Ehe mit Theophila Kreganowski, in zweiter mit Maria Jakowlewna und insgesamt je zwei Söhne und Töchter.
- (ex1) Ignaz Johann († 1812 gefallen bei Witebsk)
- (ex2) Alexander (1793–1876), russischer Generalleutnant.
- (ex2) Maria († 1869), ⚭ Fürst Paul Pawlowitsch Gagarin (1789–1872), Wirklicher Geheimer Rat, Senator, Präsident des Ministerrates, Vizepräsident des Reichsrates
- (ex2) Caroline (1797–1879), ⚭ Fürst Telemachos Handjery († 1850), Wirklicher Geheimer Staatsrat, Professor für orientalische Sprachen in Konstantinopel → Eltern von Prinz Nicolaus Handjery (1836–1900)

### Werdegang
Am 14. Juli 1764 trat er in das 3. Grenadierregiment (zu Pferde) ein. Nach einer dreimonatigen Ausbildung wurde er zum Kornett ernannt, und am 18. September 1765 bekleidete er den Rang eines Leutnants. Rittmeister wurde er am 24. September 1776 und am 29. August 1784 war er Seconde-Major und wurde am 19. September 1789 zum Premier-Major ernannt. Am 9. Oktober 1792 war er Oberstleutnant. Am 21. März 1797 ist er im Leib-Kürassier-Regiment, dessen Chef er am 19. Februar 1799 wird. Oberst und Kommandeur wird er 15. Juli 1798 und am 18. Oktober 1798 ist er General-Major. Er beherrschte neben russisch, die deutsche, die französische und die polnische Sprache.

## Auszeichnungen
- Orden des Heiligen Wladimir 2. Klasse (1804)
- Russischer Orden der Heiligen Anna 1. Klasse mit Brillanten (1805)
- Alexander-Newski-Orden (1811 bzw. 8. März 1818)
- Russischer Orden des Heiligen Georg 4. Klasse